# 푸얭 뒤 주르 앵테르나쇼날
푸얭 뒤 주르 앵테르나쇼날(Point du Jour International)는 프랑스 파리에 본사를 둔 다큐멘터리와 잡지 제작사이자 출판사이다.

## 대표작
- 유라시아 로드 (NHK와 공동제작)[1]